# Barbatula persa
Barbatula persa är en fiskart som först beskrevs av Heckel, 1847.  Barbatula persa ingår i släktet Barbatula och familjen grönlingsfiskar. Inga underarter finns listade.